# Porotrichum macropoma
Porotrichum macropoma är en bladmossart som beskrevs av Theodor Carl Karl Julius Herzog 1916. Porotrichum macropoma ingår i släktet Porotrichum och familjen Neckeraceae. Inga underarter finns listade i Catalogue of Life.